# Nokia Lumia Icon
Nokia Lumia Icon (первоначально известный как Nokia Lumia 929) — это смартфон высокого класса, разработанный компанией Nokia и работающий под управлением операционной системы Windows Phone 8 от Microsoft. Он был анонсирован 12 февраля 2014 года и выпущен на Verizon Wireless в США 20 февраля 2014 года. В настоящее время он является эксклюзивным для Verizon и американского рынка; его международным аналогом является Nokia Lumia 930.
11 февраля 2015 года Verizon выпустила обновление операционной системы Windows Phone 8.1 и прошивки Lumia Denim для Icon. 23 июня 2016 года Verizon выпустила обновление операционной системы Windows 10 Mobile для Icon.

## Основные характеристики
Основные характеристики Lumia Icon:
- 5-дюймовый сенсорный дисплей AMOLED 1920x1080 441 PPI[11]
- Процессор Qualcomm Snapdragon 800
- 2 ГБ оперативной памяти LPDDR3
- 20 МП камера PureView с оптикой Carl Zeiss и передискретизацией пикселей
- Оптическая стабилизация изображения
- Запись видео 2160p (4K UHD) со скоростью 30 кадров в секунду[12]
- Четыре микрофона с шумоподавлением
- Беспроводная сеть Wi-Fi AC
- Поддержка 4G LTE
- Голосовой помощник Microsoft Cortana с функцией голосовой активации «Hey Cortana» (с обновлением Lumia Denim)

## Доступность
Телефон был выпущен для продажи исключительно через Verizon в США по цене 199,99 долларов США с 2-летним контрактом или 549,99 долларов США без контракта. Lumia Icon имеет почти идентичные внутренние характеристики с более крупным Nokia Lumia 1520, с той лишь разницей, что у него меньший экран — 5 дюймов против 6 дюймов у Lumia 1520.
Nokia Lumia 930, выпущенная в апреле 2014 года, практически идентична Icon как по внешнему виду, так и по техническим характеристикам. Однако 930 использует GSM-радио, поставляется с Windows Phone 8.1 и прошивкой Cyan и является мировым вариантом Icon. Хотя модель 930 была обновлена до версии Denim (которая содержит обновление Windows Phone 8.1), Verizon ранее подвергалась критике за то, что не выпустила обновление Cyan для Icon. Теперь, когда Verizon Wireless обновила Icon непосредственно до Denim, пропустив Cyan, различия между ОС и прошивкой в значительной степени устранены.

## Название
Во время разработки Nokia Lumia Icon был известен по номеру модели. На ранних скриншотах разработки и в прототипах аксессуаров телефон назывался Lumia 929. Это соответствовало предыдущей практике брендинга Nokia, когда телефону присваивался номер, соответствующий его месту в линейке Nokia: более высокие номера обозначали модели высшего класса, а более низкие — продукты низшего класса. После выпуска телефон сохранил номер модели 929, но стал первым Lumia, который использовал для брендинга название, отличное от номера модели.

## Прием
Lumia Icon получил довольно положительные отзывы, некоторые рецензенты назвали его лучшим из выпущенных Windows Phone, похвалили качество камеры, дисплей и общую скорость работы телефона, но при этом отметили его привязку к одному оператору и камеру с медленным временем перехода между снимками. Мнения рецензентов по поводу дизайна телефона разделились: одни хвалили металлическую сборку, считая её прочной и первоклассной, а другие критиковали её за излишнюю утилитарность и консервативность.
Брэд Молен из Engadget назвал Lumia Icon «солидным Windows Phone высокого класса, о котором мы давно мечтали. У него потрясающий дисплей, отличная производительность и солидные возможности обработки изображений, но его эксклюзивность для Verizon сильно ограничит его привлекательность», а Марк Хачман из PCWorld сказал: «Если вы любитель приложений, вам все же лучше купить iPhone или Android-телефон, которые надежно принимают сторонние приложения. Но Icon и Lumia 1520 — это однозначно лучшие Windows Phone на рынке. Выбор между ними зависит только от того, какой размер вы предпочитаете». Кристина Боннингтон из Wired сказала, что лучший Windows Phone за всю историю все ещё разочаровывает, и упомянула плохое качество звонков как один из недостатков, но похвалила надежное качество сборки, включение беспроводной зарядки и мощный процессор.